# Rudolf Kaesbach

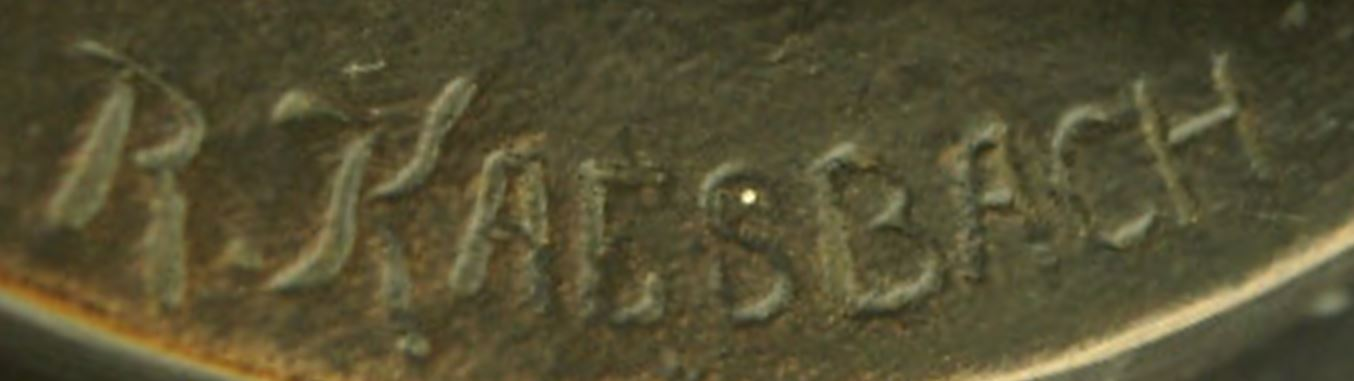
Signatur von Rudolf Kaesbach

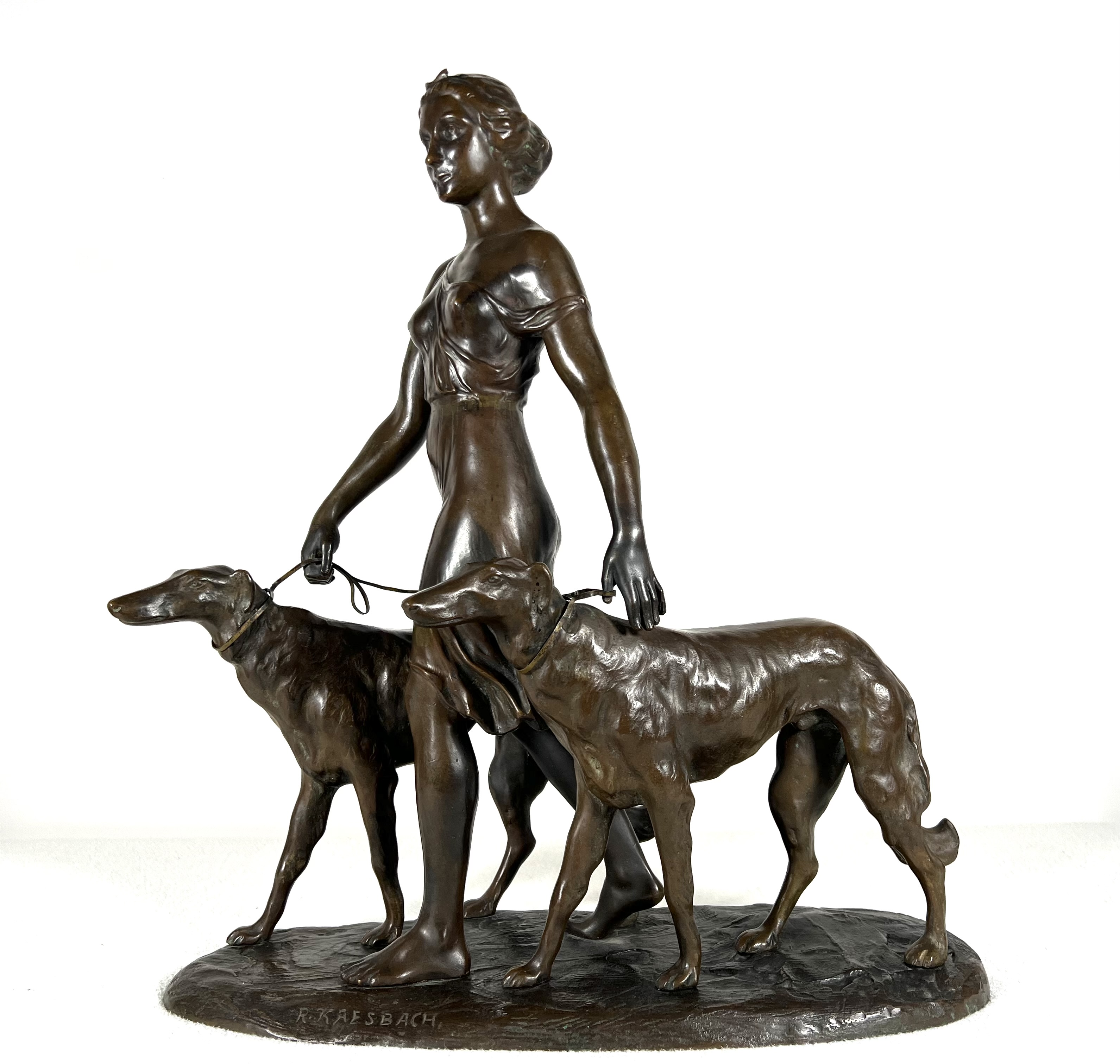
Rudolf Kaesbach, Große Diana Gruppe

Rudolf Kaesbach (* 22. Juli 1873 in Gladbach; † 4. Dezember 1955 in Berlin) war ein deutscher Bildhauer.

## Leben und Werk

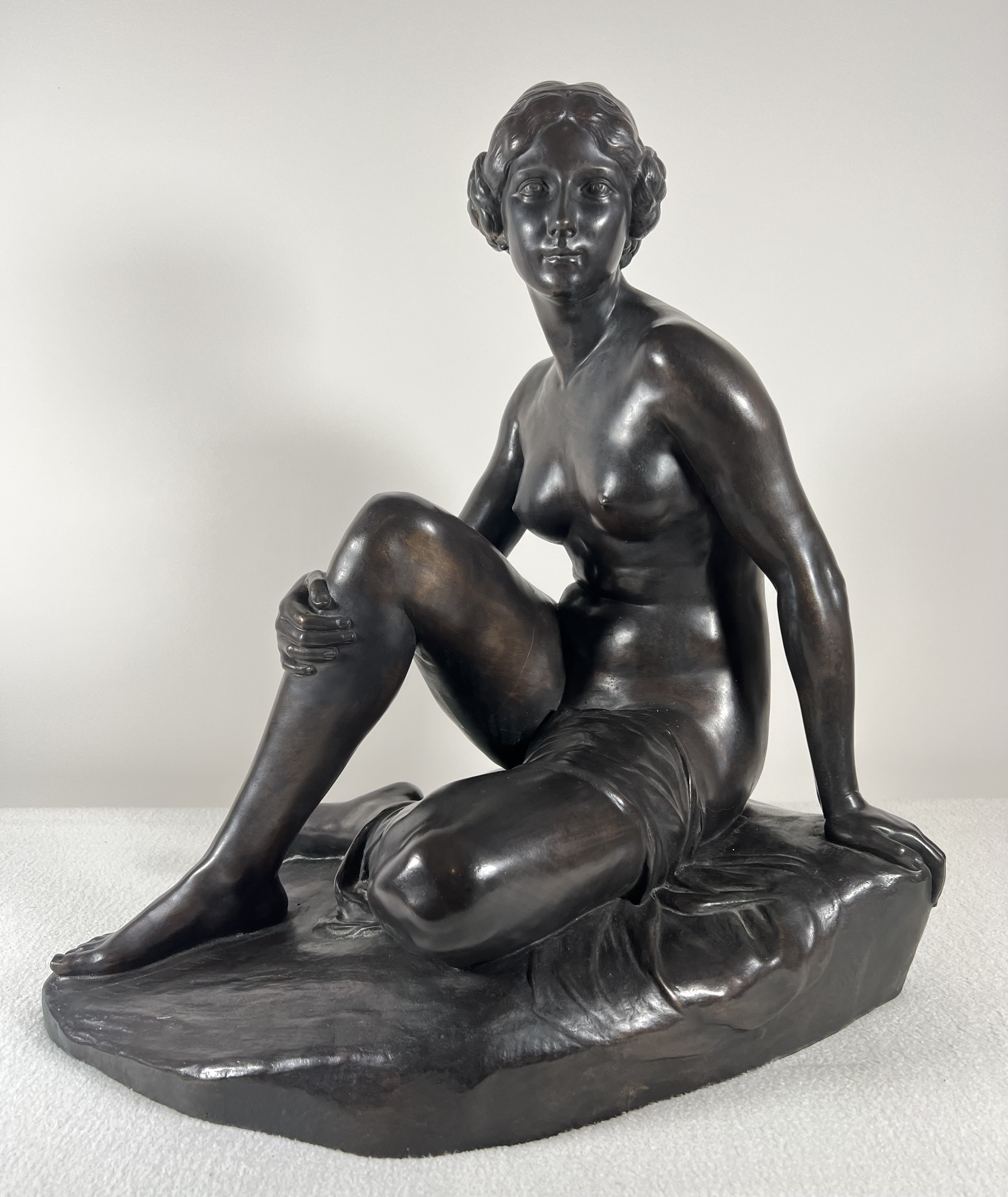
Mädchen am Strande, Große Berliner Kunstausstellung 1911

Kaesbach war einer von vier Söhnen von Carl Josef Kaesbach (1839–1928) und Anna Petronella Kaesbach, geb. Hülsmann (1844–1892). Sein jüngerer Bruder Walter Kaesbach war Kunsthistoriker.
Rudolf Kaesbach studierte an den Akademien in Hanau (Zeichnen), Paris (Gießerei) und Brüssel. In Düsseldorf betrieb er eine Werkstatt, in der er nach eigenen Modellen goss.
Seit 1904 arbeitete er als Bildhauer in Berlin und trat mit einer Reihe lebensgroßer Marmorfiguren auf Ausstellungen in Berlin, Düsseldorf und Malmö an die Öffentlichkeit. Später widmete er sich zunehmend der Darstellung weiblicher Akte. Viele seiner Arbeiten führten über den Jugendstil hinaus zum Art déco.
In den Jahren 1939, 1940, 1941 und 1943 zeigte Kaesbach seine Skulpturen auf den Großen Deutschen Kunstausstellungen im Haus der Deutschen Kunst in München. Diese Ausstellungen waren repräsentativ für die Kunst im Nationalsozialismus.